# Laser
Láser (ime je iz angleškega akronima LASER; Light Amplification by Stimulated Emission of Radiation, torej »ojačevanje svetlobe s spodbujanim sevanjem valovanja«) je naprava, ki za vir energije uporablja pojav stimuliranega sevanja (emisije) in ojačanja svetlobnega sevanja. Značilnosti laserske svetlobe so: velika intenziteta, pravilna porazdelitev intenzitete po preseku žarka, majhna divergenca, koherentnost in značilna valovna dolžina.
Za razumevanje delovanja laserja je nujno potrebno poznavanje narave svetlobe.

## Zgodovina laserja
Novica o prvem poskusu v letu 1960 je sicer navdušila znanstveni svet, vendar je minilo še skoraj 20 let do prvih zanesljivih naprav, ki so uporabile laserski snop za obdelavo.
Zaradi prostorske koherence je laserski snop mogoče koncentrirati oz. fokusirati na izredno majhno površino, to polje imenujemo transverzalni elektromagnetni rod TEM, ki lahko ima različne oblike. 
V industrijski proizvodnji je med laserji najbolj razširjen in najpomembnejši ogljikov-dioksidni laser. Njegove izrazite prednosti so v veliki kontinuirani moči, dobri kakovosti žarka ter učinkovitosti, zaradi tega se uporabljajo za: toplotno obdelavo kovin, varjenje, rezanje, vrtanje, frezanje, označevanje, perforiranje, oblaganje, krivljenje in pretaljevanje. Pri vpadu laserskega snopa na površino obdelovanca se del energije odbije, drugi del pa absorbira v notranjost plasti nekaj µm globoko v osnovni material, ki se zaradi tega stali ali pa celo upari. Pomožni plini ta pretaljen material odstranijo.
Lasersko obdelovanje ima pred drugimi načini obdelovanja naslednje prednosti:
- se lahko uporablja tako za vrtanje, rezanje, kot tudi za obdelavo,
- lahko uporabimo na katerikoli debelini obdelovanca,
- rezati lahko začnemo kjerkoli na obdelovancu,
- v nasprotju z navadnim(kovinskim) orodjem se laserski žarek ne obrabi,
- minimalna izguba materiala,
- minimalna priprava obdelovanca,
- ni obrabe in zamenjave orodij,
- zelo kvalitetni robovi tudi pri visokih rezalnih hitrostih,
- celotna temperaturna obremenitev obdeloanca je majhna,
- ni mehanskih obremenitev površine,
- minimalne količine odpadkov,
- možne so zapletene oblike rezanja,
- možno je rezati predhodno utrjene materiale

## Značilnosti laserske svetlobe
Laserska svetloba ima sicer vse običajne fizikalne značilnosti elektromagnetnega valovanja, nekatere pa so še posebej pomembne za uporabo laserjev in sicer:
- monokromatičnost ali enobarvnost
- divergenca
- intentizeta ali jakost
- usmerjenost žarka
- moč

Monokromatičnost pomeni, da ima svetloba zelo oster spekter, divergenca pa je kot, pod katerim se širi svetlobni žarek. Divergenčni kot laserskega snopa je majhen, ni pa nič. Najmanjša možna vrednost na osnovi fizikalnega pojava uklona svetlobe. Kot pojav je divergenca pomembna zato, ker želimo energijo laserskega žarka zbrati na najmanjši površini. Majhen divergenčni kot snopa namreč pomeni, da je zbiranje svetlobe enostavno, tudi pri velikih oddaljenostih od izvora svetlobe. Povprečni kot, pod katerim se širi laserski žarek, znaša približno 1 mrad.  
Moč je glavna in najenostavnejša značilnost določenega laserskega sistema. Laserski sistemi z manjšo močjo bodo za opravljanje določene operacije praviloma potrebovali dalj časa. Običajno večje moči laserjev pomenijo večje rezalne hitrosti s tem pa se zmanjšajo izdelovalni časi. Seveda pa se z večjo uporabljeno močjo stroški dela povečajo. Moči laserjev, ki delujejo kontinuirano segajo od manj kot 1 mW do približno 20 kW pri komercialnih in več kot 1 MW pri posebnih vojaških laserjih. 
Kot najbolj značilna in najbolj pomembna značilnost laserske svetlobe pa je možnost fokusiranja svetlobe v zelo majhno točko. Za fokusiranje žarka sta pomembna dva pogoja in sicer, da je svetloba monokromatska (enobarvna) in vzporedna. Tipični premer fokusirane točke je 0,3 mm, kar pri moči laserja 1 kW, pomeni povprečno gostoto energije 1,4 · 1010 W/m2.

## Ojačitev svetlobe pri laserju
Ključ do laserja je v prisotnosti mnogih atomov v vzbujenem stanju. Izraz laser je povezan z ojačitvijo svetlobe pri stimulirani emisiji. Možne so tri vrste prehodov med energijskimi stanji E1 in E0. Energijska stanja so povezana z orbitalami v atomu, po katerih okrog jedra krožijo elektroni. Če je atom na začetku v nižjem energijskem stanju E0, gre lahko v višje energijsko stanje E1 tako, da absorbira foton z energijo E1-E0=hν.To imenujemo stimulirana absorpcija.Če je atom na začetku v stanju E1, gre lahko v stanje E0 tako, da odda foton z energijo hν. To imenujemo spontana emisija. Einstein je 1917 prvi pokazal tretjo možnost-stimulirana emisija. Istočasno, ko zunanji foton zadane atom, se v atomu zgodi prehod med stanjema E1 in E0, tako da tudi atom sam odda foton. Dobili smo torej dva fotona. Delec (foton) si lahko predstavljamo tudi kot valovanje in če sta fotona v fazi, pride do ojačitve svetlobe.